# 東京四社営業委員会
1. 帯の位置の違いがわかる四社カラー車の側面の高解像度画像
2. 四社の行灯の点灯中の画像

東京四社営業委員会（とうきょうよんしゃえいぎょういいんかい）は、東京23区と武蔵野市・三鷹市を営業区域（特別区・武三交通圏）とするタクシー会社大手4社によって構成される営業組織である。構成しているのは以下の4社で、「東京四社」、「東京大手四社」などとも呼ばれる。
1. 大和自動車交通
2. 日本交通
3. 帝都自動車交通
4. 国際自動車

上記4社は、それぞれの会社の頭文字から「大日本帝国」とも総称・俗称される。

## 概要
太平洋戦争末期の統制経済下に東京地区のタクシー会社は整理統合された後、これら4社はいずれも終戦後ほぼ同時期に設立ないし成立された。
本委員会は各社が営業上の相互利益を得るために1963年に組織されたもので、共通チケット・クーポン券の発行・取り扱いならびに無線配車での協力が行われる。
（以下、ジャパンタクシー導入前）
車両に関しては、一般車では球型行灯に「四社カラー」と呼ばれるレモンイエローに赤帯の統一仕様となる。ただし、ハイグレード車では、行灯は一般車と共通となるものの色が黒または紺とするほか車体表記に統一性がない。球型行灯も社章や文字色は基本的に青だが、日本交通のみ車体色の区別を行灯の社章や文字色に移行したため金色の車両があるほか、ピンク色の車両（「幸運のタクシー」用）および緑色の車両（電気自動車用）も存在する。四社の系列にある事業者のうち都区内・武蔵野・三鷹以外の営業区域（特別区・武三交通圏以外）にある事業者は「四社カラー」を採用している場合（例：東葛交通圏の帝都あたごタクシー（2020年（令和2年）京成タクシーホールディングス傘下に異動し京成タクシーあたご（現・京成タクシーウエスト野田営業所）に改称され四社からは離脱））とそうでない場合（例：北総交通圏の松崎交通）がある。

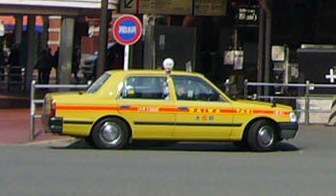
大和自動車交通
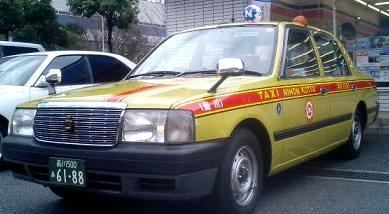
日本交通
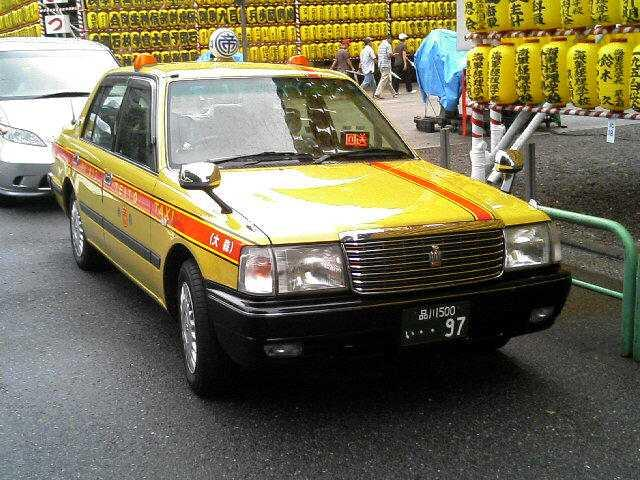
帝都自動車交通
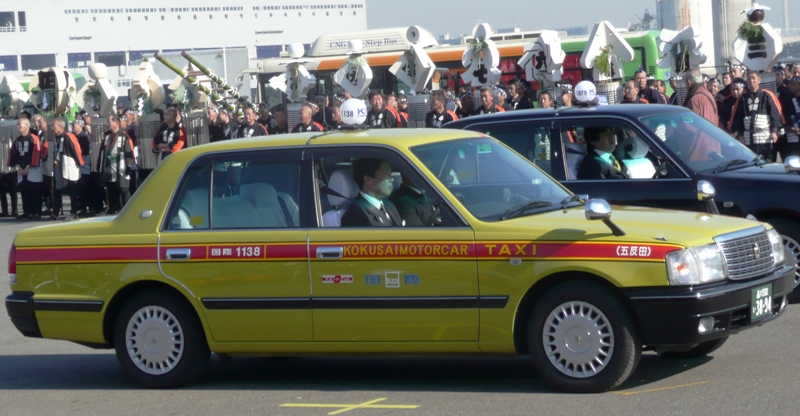
国際自動車

運転席・助手席扉の社名表記は英文字となるが、本体と系列事業社では以下の差異がある。
| 東京四社社名表記 | 東京四社社名表記  | 東京四社社名表記               | 東京四社社名表記 | 東京四社社名表記                                           |
| グループ         | 本体              | 系列・提携事業社               | 無線番号表記     | 帯の位置（クラウン）                                       |
| ---------------- | ----------------- | ------------------------------ | ---------------- | ---------------------------------------------------------- |
| 大和自動車交通   | DAIWA             | DAIWA GROUP 社名英大文字       | 大和****         | アウタードアハンドルを結んだ線と並行ではなく車体下部と並行 |
| 日本交通         | NIHON KOTSU       | NIHON KOTSU GROUP 社名英大文字 | 無線****         | アウタードアハンドルを結んだ線と並行しそれより上           |
| 帝都自動車交通   | TEITO             | TEITO GROUP 社名英大文字       | 無線****         | アウタードアハンドルを結んだ線と並行しそれより下           |
| 国際自動車       | KOKUSAI MOTORCARS | KOKUSAI GROUP 社名英大文字     | 無線****         | アウタードアハンドルを結んだ線と並行しそれと同じ高さ       |

参考までに、ハイグレード車の表記の差異は下記の通り。
| 東京四社社名表記（ハイグレード車） | 東京四社社名表記（ハイグレード車） | 東京四社社名表記（ハイグレード車）      | 東京四社社名表記（ハイグレード車） | 東京四社社名表記（ハイグレード車） |
| グループ                           | 本体                               | 系列・提携事業社                        | 無線番号表記                       | 表記のスタイル                     |
| ---------------------------------- | ---------------------------------- | --------------------------------------- | ---------------------------------- | ---------------------------------- |
| 大和自動車交通                     | （社章） DAIWA TAXI                | （社章） DAIWA TAXI GROUP 社名英大文字  | ****                               | 社名は斜体 ゴシック金文字          |
| 日本交通                           | （社章） NIHONKOTSU                | （社章） NIHON KOTSU GROUP 社名英大文字 | 無線****                           | 社名はフーツラ ゴシック金文字      |
| 帝都自動車交通                     | TEITO TAXI                         | TEITO TAXI GROUP 社名英大文字           | 帝都****                           | 社名は斜体 明朝体金文字            |
| 国際自動車                         | （社章） KOKUSAI MOTORCARS         | （社章） 社名英大文字                   | 無線****                           | ゴシック銀文字                     |

なお、2017年（平成29年）1月12日に大和自動車交通が東京無線と無線配車用スマートフォンアプリケーションならびにタクシーチケットを同年4月1日から統合することを発表したことを受け、同年2月9日に本委員会協定1条に定められている「相互の融和と協調」に反するとして大和自動車を除名することを決定通告。これに対し同社では法的措置を検討、同月17日に東京地方裁判所に仮処分申し立てを行った。同年8月9日に申し立てに対する和解が成立。2020年（令和2年）3月末まで東京無線との間で車体色・行灯の統一ならびにタクシーチケットおよび無線配車の統合を行わないことを条件として大和以外の三社が除名の意思表示を撤回した。